# Distrito de Bidar
Bidar (en canarés; ಬೀದರ್ ) es un distrito de India, en el estado de Karnataka. Comprende una superficie de 5448 km² y el centro administrativo es la ciudad de Bidar.

## Demografía
Según censo 2011 contaba con una población total de 1700018 habitantes.